# أليسون سكاجليوتي
أليسون سكاجليوتي (بالإنجليزية: Allison Scagliotti)‏ هي ممثلة أمريكية، ولدت في 21 سبتمبر 1990 في الولايات المتحدة. بدأت مشوارها المهني سنة 2002.

## وصلات خارجية
- أليسون سكاجليوتي على موقع IMDb (الإنجليزية)
- أليسون سكاجليوتي على موقع ألو سيني (الفرنسية)
- أليسون سكاجليوتي على موقع ميوزك برينز (الإنجليزية)
- أليسون سكاجليوتي على موقع ميوزك برينز (الإنجليزية)
- أليسون سكاجليوتي على موقع أول موفي (الإنجليزية)
- أليسون سكاجليوتي على موقع ديسكوغز (الإنجليزية)
- أليسون سكاجليوتي على موقع قاعدة بيانات الفيلم (الإنجليزية)
- أليسون سكاجليوتي على موقع كينوبويسك (الروسية)